# Дельта Південного Трикутника
Дельта Південного Трикутника (лат. δ Trianguli Australis, скорочено δ TrA) — подвійна система зірок у сузір'ї Південного Трикутника, розміщена на відстані близько 610 а. о. (182 парсек) від Сонця. Є четвертою за яскравістю зорею у даному сузір'ї.
Перша зірка у зоряній парі, δ Південного Трикутника A, класифікована як жовтий надгігант, чи яскравий гігант, спектрального класу G з видимою зоряною величиною +3,86. Її ж компаньйон, δ Південного Трикутника B, 12-ї видимої величини і віддалений від неї на 30 кутових секунд.

## Властивості
Дельта Південного Трикутника А — велетенська по сонячних мірках зоря, яка у 50 разів більша за наше денне світило. Ефективна температура поверхні зорі коливається поблизу 4990 К, а її металічність дорівнює 125 % сонячної. Світність δ Південного Трикутника A перевищує світність Сонця у близько 1200 разів.

## Спостереження
Дельту Південного Трикутника на небесній сфері найкраще спостерігати у південній півкулі, де вона є незахідною зіркою для більшості регіонів помірного клімату протягом всього року. Натомість у північній півкулі її видимість обмежена вже починаючи з тропічного поясу. Видима зоряна величина дозволяє спостерігати її навіть у нічному небі над містами середніх розмірів. Найкращий час для спостереження за зорею — наприкінці весни та влітку, а в південній півкулі, завдяки її схиленню — навіть із початку весни.